# Simulium rickenbachi
Simulium rickenbachi es una especie de insecto del género Simulium, familia Simuliidae, orden Diptera.
Fue descrita científicamente por Germain & Mouchet, 1966.